# Mittelland (Švica)
Mittelland ali švicarska planota (francosko plateau suisse, le Plateau; italijansko Altopiano svizzero, retoromansko Svizra bassa) je ena od treh geografskih regij v Švici s približno 30 odstotki površine, poleg Švicarske Jure in Alp.
Pokriva delno položno, a pretežno gričevnato območje med pogorjem Jura in Alpami, v povprečju pa leži na nadmorski višini od 400 do 700 m. Ker ima prednost v sedimentni podlagi, je daleč najgosteje poseljena regija v državi in je zato njeno gospodarsko in prometno najpomembnejše območje.

## Geografija
Mittelland je na severozahodu in severu, geografsko in geološko, jasno razmejen s podolgovatimi gorskimi verigami Jure. Na jugu proti Alpam meja ni enotno opredeljena. Kriterij za razmejitev je ponavadi sorazmerno nenaden dvig na višine nad 1500 m nadmorske višine, apnenčaste Alpe in planote, delno v gore subalpske molase. Občasno se regije višjega Mittellanda, zlasti hribovita pokrajina Freiburg, območje Napf, Tössbergland in deli Appenzellerlanda štejejo kot del Švicarskih Predalp v ožjem smislu. Če pa upoštevamo le gorska območja, alpsko vznožje očitno spada na osrednjo planoto. Ženevsko jezero tvori jugozahodno mejo Mittellanda, severovzhodna meja pa je Bodensko jezero in Zgornji Ren.
Geološko gledano je Mittelland podolgovata sedimentna kotlina, ki sega čez švicarske državne meje. Na jugozahodu na francoskem ozemlju se zoži v Ženevi in se konča pri Chambéryju, kjer se združita Švicarska Jura in Alpe. Za Bodenskim jezerom se nadaljuje osrednja planota v južne nemška in avstrijska alpska vznožja.
Na švicarskem ozemlju je osrednja planota dolga približno 300 km in se širi od jugozahoda proti severovzhodu. Na območju Ženeve je širina 20–30 km, na območju Berna približno 50 km, v vzhodni Švici pa približno 70 km.
Številni kantoni imajo svoj delež na osrednji planoti. Celotni kantoni na planoti so kanton Zürich, kanton Thurgau in kanton Ženeva; kantoni Luzern, Aargau, kanton Solothurn, Bern, kanton Fribourg in Vaud se večinoma nahajajo na planoti; manjši delež najdemo tudi v kantonih Neuchâtel, Zug,  Schwyz,  St. Gallen in  Schaffhausen.
- Lommiswil SO
- Rüttenen pri Solothurn Aare
- Inkwiler in Burgaeschisee
- Otok v reki Aare pri Grenchenu
- Avtocesta pri Grenchenu
- Pogled iz Pilatusa preko Mittellanda šri Luzernu

## Geologija

### Zaporedje premikov
Zaradi številnih globokih vrtin za nafto in zemeljski plin so sekvence kamnin na Mittellandu razmeroma dobro raziskane. Osnovo tvori kristalinska podlaga, ki se pojavi v osrednjih masivih Alp, pa tudi v Schwarzwaldu in Vogezih, vendar leži globoko pod zemljo na območju Jure in osrednje planote. Približno 2500 do 3000 metrov pod površjem zemlje in tudi bistveno globlje v bližini Alp se pri vrtanju na osrednji planoti naleti na te kristalinske kamnine. Nad podlago leži razvito zaporedje slojev sedimentov iz triasne, jurske in kredne dobe. Debelina teh se postopoma zmanjšuje z 2500 na 800 metrov od zahoda proti vzhodu. Tako kot v Juri so bile tudi te plasti nanesene v razmeroma plitvem obrobnem morju oceana Tetida. Na mezozojskih plasteh so ležali sedimenti molase. Te sestavljajo erozijski proizvodi Alp, večinoma konglomerati, peščenjaki, laporji in gline, ki so se pod pritiskom prekrivnih sedimentov strdili v kamnine. Zgornji sloj je gramoz in druga ohlapna kamnina, ki so jo prepeljali ledeniki.

### Molasa
Na Mittellandu so geološko najpomembnejši mogočni sedimenti molase, ki so se zaradi erozije  gora odložili na mladem robu Alp. Debelina plasti molase se povečuje (na enaki razdalji od Alp) od zahoda proti vzhodu. Reke iz Alp so takrat - na splošno niso bile skladne z današnjo rečno mrežo - ustvarile pomembne naplavine ob vznožju gora. Najpomembnejša primera tega sta aluvialna stožca kot hrib Napf in Hörnli, drugi so bili tudi na območju Rigi, v Schwarzenburgerlandu in na območju med vzhodnim Ženevskim jezerom in osrednjim tokom reke Saane.
Erozijski material je bil razvrščen glede na velikost zrn. Grobozrnat material se je v glavnem usedal takoj blizu Alp, ko je hitrost pretoka vode kot transportnega medija postala prenizka, da bi grobi kamni ostali v suspenziji. V srednjem delu kotline najdemo predvsem drobnozrnate peščenjake in na njenem severnem robu v bližini gline in laporje iz Jure.

#### Zgodovina molase na Mittellandu
V prvem obdobju terciarja, pred približno 60–40 milijoni let, je bilo območje današnje švicarske planote zakrasela apnenčasta planota, ki se je nekoliko nagnila proti jugu in je bila v tej smeri tudi odcedna. V naslednjem obdobju je to planoto dvakrat poplavilo morje zaradi dviganja in pogrezanja v povezavi z nastankom Alp. Zato ločimo med ustreznimi nahajališči, kot sta morska melasa in sladkovodna melasa, pri čemer slednje ne smemo razumeti predvsem kot usedline v sladkovodnih jezerih, temveč predvsem nahajališča iz rečnih sistemov in vetrnega prometa.
- Spodnja morska melasa (pred približno 37–30 milijoni let): postopoma se je apnenčasta planota umirila in prodrl je plitev rokav morja, ki je segal na vzhodu do Karpatov. Sedimenti so bili drobnozrnat pesek, gline in laporji; konglomerat še ni obstajal, ker se dejansko dviganje Alp začne šele ob koncu tega obdobja.
- Spodnja sladkovodna melasa (pred približno 30–22 milijoni let): morje se je po eni strani umikalo zaradi dvižnih procesov, po drugi strani pa zaradi svetovnega padca morske gladine. Skupaj z gubanjem Alp se je začela gorska erozija in pojavili so se prvi nanosi konglomerata.
- Molasa v zgornjem morju (pred približno 22–16 milijoni let): plitvi del morja je spet prodrl in začelo se je oblikovanje aluvialnih stožcev Napf in Hörnli.
- Zgornja sladkovodna molasa (pred približno 16–2 milijoni let): morje se je zdaj končno umaknilo. Gradnja Napf in Hörnli (kot tudi drugih manjših naplavinskih stožcev) se je nadaljevala, tako da so konec obdobja dosegli debelino plasti okoli 1500 metrov.

V naslednjem obdobju je bil spet močno dvignjen zlasti zahodni del Centralne planote, zaradi česar so na tem območju spet v veliki meri zrušeni sedimenti zgornjega morja in sladkovodne molase.
Za usedline morske molase so značilni okameneli polži, školjke in zobje morskih psov. Nasprotno pa v sladkovodni molasi najdemo fosile tipičnih celinskih sesalcev, pa tudi ostanke subtropske vegetacije tistega časa (npr. palmovi listi).

### Ledenodobni relief
Pokrajina Mittelland je dobila današnji videz, ko so jo oblikovali ledeniki ledene dobe. Med vsemi znanimi alpskimi stopnjami poledenitve (ledeniška obdobja Günz, Mindel, Riss in Würm) so ogromne ledeniške mase ledenikov segale daleč na planoto. Medledeniška topla obdobja so povzročila umik ledenikov v visoke Alpe (včasih manjše kot danes), na osrednji planoti pa se je razširila subtropska vegetacija.
V ledeniškem obdobju se je ledenik Rone na izhodu iz Alp razdelil na dva kraka, od katerih se je eden razširil po celotni zahodni osrednji planoti do regij Solothurn in Aarau. Na območju Berna se je združil z ledenikom Aare. Nekateri ledeniki Reuss, Linth in Ren so dosegli tudi Juro. Ledene mase so oblikovale zemljo na eni strani z globoko erozijo, na drugi strani z nanosi talnih moren, pogosto debelih nekaj metrov (zelo fino zmleta skalna moka) in z odlaganjem gramoza ob rekah pred ledeniki.
Sledi starejših ledeniških obdobij Günz in Mindel pa so ostali le na nekaj mestih, saj so jih ledeniki naslednjih ledeniških obdobij odstranili ali preselili. Največji obseg so ledeniki dosegli v hladni dobi Riss, v kateri je bila celotna planota, razen območja Napf in Tössberglanda, prekrita z ledom. Večina sledov dokazuje ledeniško obdobje Würm, ki se je začelo približno 115.000 let pred sedanjostjo. Končne morene ledenikov in nanosi na različnih stopnjah umika so ohranjeni.
Zaradi močne poledenitve in velikih rečnih sistemov v Švici najdemo puhlico le na skrajnem severu okoli Basla, Badna in Schaffhausna.

### Površje
Če se pogleda zemljevid, še vedno vidi smer toka ledenodobnih ledenikov. Obseg ledenika Rone na severovzhodu kaže potek dolin (Broye, Glâne) in jezer (Neuchâtel, Biel in Murten) v zahodni Švici, ki so vzporedna z Juro in Alpami. Ledenika Reuss in Linth sta ustvarila doline (vključno z dolinami Wigger, Suhren, See in Reuss) in jezera (Züriško jezero, Greifensee, Hallwilersee, Sempachersee) osrednje planote, ki poteka od jugovzhoda proti severozahodu. Na severovzhodu Švice je Renski ledenik pustil večinoma sledi v smeri vzhod-zahod (Thurtal, Untersee Bodensko jezero). Ponekod so značilni bobni iz stisnjenega mletega morenskega materiala, ki se običajno pojavijo v večjih rojih, zlasti značilnih za Zürich Oberland, regijo Hirzel, Bodensko jezero ter med dolino reke Reuss in Baldeggersee.
Druge pomembne zapuščine ledenikov na planoti so poleg jezerskega in rečnega sistema tudi balvani, ki jih najdemo razpršene po celotnem območju. Ti včasih ogromni bloki (na primer blizu Steinhofa), iz tujih kamnin, večinoma iz granita ali gnajsa, ki se pojavljajo le v visokih Alpah, so bili med drugim ključni za utemeljitev teorije ledene dobe v 19. stoletju, saj se transport samo s hidroenergijo ni bil mogoč.
Končno, prodna tla v dnu dolin planote so dokaz ledene dobe. V času ledenikov in takrat, ko so ledeniki napredovali in se umikali, so se po dolinah odložili debeli sloji gramoza, ki so znova izginili, z izjemo nekaj ostankov v naslednjem toplem obdobju. Številne doline imajo zato sistem teras: spodnjo teraso sestavlja gramoz iz würmske ledene dobe, visoko teraso sestavljajo usedline iz obdobja Riss. Včasih najdemo tudi gramoz iz starejših ledenih dob.

## Topografija
Čeprav je švicarski Mittelland planota, ga nikakor ne moremo uvrstiti med ravne pokrajine, ampak ima glede na regijo zelo raznoliko naravno zgradbo. Pomembna elementa sta dve veliki jezeri, Ženevsko in Bodensko jezero, ki mejita na planoto na jugozahodu in severovzhodu. Za zahodno osrednjo planoto so značilne planote (Gros de Vaud, do 600 m nadmorske višine) in hribovita dežela molase (Jorat, do 900 m nadmorske višine; dežela Freiburg, 600–1200 m nad morjem), v nekatere so vklesane globoke doline. Le v bližini Jure je skoraj neprekinjena depresija z dolino reke Venoge in Orbe, ki teče skozi Mormont, nad katero je razvodje med porečjema Rone in Rena na samo 500 m nadmorske višine, in je razdeljen na dva dela. Seeland tvori največje ravninsko območje Mittellanda, vendar se na njem dvigajo tudi posamezni molasni grebeni. Na vzhodu so zdaj različne hribovite pokrajine, ki proti severu postopoma postajajo nižje. Drugo večje območje je ravnica, skozi katero teče Emme. Aare, ki večinoma teče v široki dolini ob južnem vznožju Jure, kot žleb absorbira vse reke, ki prihajajo z višjega dela planote in Alp.
Za Mittelland so značilni številni jugovzhodno-severozahodno usmerjeni široki grebeni (vključno z Erlosenom, Lindenbergom) in doline, nekatere z jezeri (Sempacher, Hallwiler in Baldeggersee). Vzhodni konec tega tvori veriga Albis, ki skupaj z verigo Heitersberg ustvari prečko, ki teče po planoti med Juro in Alpami, do katerih lahko le na nekaj mestih pridejo visokozmogljivi načini prevoza, običajno s predori.
Vzhodni Mittelland je razdeljen na doline Limmat (z Züriškim jezerom), Glatt (z Greifensee), Töss in Thur. Vmes so hribovite pokrajine, v Thurgauu so tudi široki molasni grebeni (Seerücken, Ottenberg).
Dva hribovita predela jasno izstopata od omenjenih krajinskih oblik. To sta Napfbergland (z višino do 1408 m, tudi najvišja točka na planoti) in Tössbergland (Chrüzegg do 1314 m), oba ostanka terciarnega aluvialnega stožca konglomerata. Ta so bila sčasoma močno erodirana, vendar jih ledena doba zaradi višine ni oblikovala. Zato so se razvile globoko razčlenjene doline (jarki) s strmimi brežinami in močno razvejana, gosta mreža vodnih poti.

## Podnebje
Mittelland leži na območju prehoda iz mokrega morskega v celinsko zmerno podnebje s prevladujočim zahodnim vetrom. Na spodnji planoti je povprečna letna temperatura okoli 9–10 ° C. Januarja imajo območje Ženevskega jezera in obalna območja Neuchâtel in Biel najvišje povprečne temperature okoli +1 ° C. Na isti nadmorski višini je rahel vzpon proti vzhodu; v najhladnejšem mesecu so na območju Bodenskega jezera dosežene povprečne temperature −1 ° C. Srednja temperatura v juliju na območju Ženeve je +20 ° C, povprečje 18–19 ° C pa je doseženo tudi vzdolž celotnega južnega vznožja Jure in okoli 16–18 ° C v višjih predelih blizu Alp. Regija Ženevsko jezero je naklonjena tudi glede na povprečno letno trajanje sončnega obsevanja z več kot 1900 urami, na preostalem delu planote pa 1600 (zlasti na vzhodu) do 1900 ur.
Povprečna letna količina padavin se giblje med 800 mm blizu Jure, 1200 mm na višji planoti in 1400 mm na robu Alp. Najbolj suhe regije so v zavetrju Visoke Jure med Morgesom in Neuchâtelom. Danes je v najtoplejših regijah Ženevskega in Neuchâtelskega jezera manj kot 20 dni snežne odeje, na preostalem delu osrednje planote pa med 20 in 40 letno, odvisno od nadmorske višine.
V zimskih mesecih, ko so vremenske razmere slabe, se na Mittellandu tvori hladno zračno jezero, ki običajno povzroči nastanek megle ali nizke oblačnosti. Nato celotna osrednja planota leži več dni, včasih celo tednov pod debelo megleno odejo, medtem ko sosednja območja (Jura in Alpe) uživajo v lepem vremenu. Bise, hladen severovzhodni veter, je značilen pri visoki megli. Zaradi kanaliziranosti planote, ki se proti zahodu oži, doseže največje moči na območju Ženevskega jezera, kjer včasih zabeležijo povprečne hitrosti vetra 60 km / h in sunke nad 100 km / h. Območja osrednje in vzhodne planote blizu Alp včasih uživajo v toplih vetrovih.

## Rastlinstvo
Na Mittellandu prevladuje mešan listnati gozd z glavnimi predstavniki bukev in jelka. Marsikje so iz gospodarskih razlogov zasajene smreke. Po naravi se smreka skoraj ne pojavlja v spodnjih plasteh. V priljubljenih, toplejših in bolj suhih krajih ob Ženevskem jezeru, ob jezerih in v severni Švici od ustja Aare do Schaffhausna so hrast, lipa in javor najpomembnejša drevesa v gozdu.

## Prebivalstvo
Čeprav Mittelland predstavlja le približno 30 odstotkov površine Švice, tukaj živi okoli 5 milijonov ljudi ali nekaj več kot dve tretjini prebivalstva Švice. Zato je planota gosto poseljena s 380 prebivalci na kvadratni kilometer. Vsa švicarska mesta z več kot 50.000 prebivalci (razen Basla in Lugana) so na planoti, med najpomembnejšimi pa so Zürich, Ženeva, Bern in Lozana. Glavni poudarek naselitve je torej tudi na območju strnjenih naselij teh mest. Samo aglomeracija Zürich ima skoraj 1,3 milijona prebivalcev. Druga gosto poseljena območja ležijo ob južnem vznožju Jure ter na območju Luzerna, Winterthurja in St. Gallena. V nasprotju s tem so regije višje planote na območjih Jorat, Napf in Tössbergland redko poseljene, predvsem v majhnih kmečkih vasicah in raztresenih posameznih kmetijah.
Večina prebivalstva na planoti je nemško govorečega; v zahodnem delu se govori francosko. Jezikovna meja obstaja že skoraj stoletja na skoraj istem mestu in ni vezana na geografsko ločnico. Poteka od Biela preko Erlacha, Murtena in Freiburga do Schwarzseeja v Freiburških Alpah. Mesto Biel / Bienne je uradno dvojezično; V Murtenu (Morat) in Freiburgu (Fribourg) so šolske ure pouka v njihovem jeziku za francosko in nemško govoreče manjšine. Kraji ob jezikovni meji imajo običajno nemško in francosko ime.
Kot kratek oris zgodovine naselitve je treba omeniti naslednje točke: prva naseljena območja v neolitiku so bili jezerski in rečni bregovi planote (kolišča). Prve vasi, sestavljene iz lesenih koč, so se pojavile v 3. stoletju pred našim štetjem po priselitvi keltskih plemen. Urbana naselja s kamnitimi hišami so se razvila v rimskem obdobju, ki se je začelo leta 15 pred našim štetjem s priključitvijo ozemlja Helvetov k Rimskemu cesarstvu pod cesarjem Avgustom in trajalo do konca 3. stoletja našega štetja. Tri najpomembnejša mesta v rimskih časih so bili Aventicum (sodobni Avenches), Vindonissa in Colonia Iulia Equestris (sodobni Nyon). Med seboj jih je povezovalo dobro razvito omrežje vojaških cest. Po umiku Rimljanov so zahodno planoto naselili romanizirani Burgundi, osrednjo in vzhodno planoto pa Alemani, ki so vzpostavili jezikovno mejo.
V srednjem veku so bila ustanovljena številna mesta, predvsem na spodnji planoti, ki je bolj podnebno umeščena. Okoli leta 1500 je bilo že okoli 130 mest, povezanih z gostim prometnim omrežjem. Z industrializacijo v 19. stoletju so mesta hitro pridobivala na pomenu in zlasti od leta 1860 se je začela hitra rast prebivalstva mest, ki je trajala približno 100 let. Naslednji preobrat trenda se je začel okoli leta 1970, ko se je začel urbani eksodus. Kot rezultat so se skupnosti v bližini mest neprimerno povečale, hkrati pa je jedro mesta izgubilo prebivalce. V zadnjem času se ta pas rasti premika vse bolj navzven in širjenje mest se nadaljuje.

## Gospodarstvo
Zahodni Mittelland je zaradi ugodnega podnebja in rodovitnih tal najpomembnejša kmetijska regija v Švici. Prevladujoča vrsta tal je zemlja v kateri so bili delci zrn frakcijske gline premaknjeni iz zgornjega sloja v podtalje, v višjih nadmorskih višinah pa rjava zemlja. Glavni pridelki poljščin so pšenica, ječmen, koruza, sladkorna pesa in krompir; Zelenjava je še posebej pomembna na jezerski pokrajini. Vinske trte sadijo na priljubljenih lokacijah ob jezerih, ob južnem vznožju Jure ter v Zürcher Weinland in Klettgau. Travniki z mlekarstvom in govedorejo prevladujejo na vzhodnem Mittellandu in v višjih predelih preostale planote. Sadjarstvo (jabolka) je še posebej pomembno v kantonu Thurgau. Posledično je podzemna voda na planoti močno onesnažena s pesticidi, zato so mejne vrednosti v pitni vodi marsikje presežene, npr. z razgradnimi produkti klorotalonila..
Gozdovi planote se uporabljajo za gozdarstvo; po vsej državi so številni smrekovi gozdovi. Zaradi dragocenega pridelka lesa smreke pogosto sadijo čiste sestoje.
Mittelland je tudi osrednja regija Švice glede industrijskega in storitvenega sektorja. Kot tradicionalno industrijsko panogo je treba omeniti tekstilno in oblačilno industrijo, zlasti na osrednji in vzhodni planoti; vendar je v zadnjih nekaj desetletjih izgubila pomen. Danes so najpomembnejše panoge industrije gradnja strojev in vozil, električna, elektronska, natančna mehanska in optična industrija ter kovinska industrija. Tako domači kmetijski proizvodi kot uvoz se predelujejo v živilski in pijačni industriji. Pomembna sta tudi obdelava lesa in papirja.
Tako kot preostala Švica je tudi Mittelland revna z naravnimi viri. Vendar pa je zaradi napredovanja ledenikov v ledeni dobi dovolj gramoza in gline. Pridobivanje gramoza na območju prodnatih teras iz ledene dobe je razširjeno po dolinah celotne planote in ustreza potrebam industrije gradbenih materialov.
Hidroenergija se uporablja za proizvodnjo električne energije s pomočjo številnih rečnih elektrarn. Tu so tudi vse štiri švicarske jedrske elektrarne. To so jedrske elektrarne Gösgen, Leibstadt in Beznau I in II.

## Promet
Zaradi razmeroma preproste topografije po švicarskih standardih in gostote prebivalstva je prometno omrežje na planoti zelo dobro razvito. Najpomembnejša prečna pot, tako rekoč hrbtenica, je avtocesta A1, ki vodi od Ženeve preko Lozane, Berna, Züricha in Winterthurja do St. Gallena in med seboj povezuje vsa večja mesta. Zadnji odsek med Yverdon-les-Bains in Estavayer-le-Lac je bil odprt šele leta 2001; to prej strukturno šibko regijo Mittellanda bi morala pomagati do gospodarskega vzpona. Avtocesta A2 kot švicarska os sever-jug prečka osrednjo planoto med Oltenom in Lucernom.
Železniško omrežje je bilo že od preteklosti zelo gosto. Tako kot pri A1 so tudi vsa večja mesta neposredno povezana z železnico, z dvema glavnima linijama med Lozano in Oltenom. Proga Mittelland poteka od Lozane prek Friburga in Berna do Oltena, proga Jura poteka vzdolž južnega vznožja Jure in povezuje mesta Yverdon-les-Bains, Neuchâtel, Biel / Bienne in Solothurn. 12. decembra 2004 je prišlo do kvantnega preskoka, ko je bila odprta nova linija Mattstetten - Rothrist (Bahn 2000), ki je čas potovanja na tej progi skrajšala za 15 minut. Vožnja z vlakom med Bernom in Zürichom zdaj traja nekaj manj kot eno uro.
Najpomembnejši švicarski letališči sta na planoti: Zürichško letališče na ravnini Glattal blizu Klotena in Ženevsko letališče na meji na severozahodnem robu mesta. Bern kot dejansko glavno mesto Švice pa ima le majhno letališče Bern-Belp.

## Turizem
Mittelland, zlasti podeželsko območje, je v primerjavi z Alpami manj usmerjena v turizem; v glavnem tvori tranzitno regijo. Le večja mesta s svojimi znamenitostmi, zlasti stara mesta Zürich, Bern in Luzern, pa tudi St. Gallen, Fribourg, Solothurn, Ženeva in Lozana, privabljajo mestni turizem. Kot naravna znamenitost so Renski slapovi blizu Schaffhausna poseben magnet za turizem, prav tako pa turizem uživajo tudi Ženevsko jezero in regija treh jezer z Neuchâtelskim jezerom, Bielskim jezerom in Murtenskim jezerom, kjer je potekala nacionalna razstava 2002 Expo.02. V Badnu, Bad Zurzachu, Schinznach-Badu in Yverdon-les-Bainsu s termalnimi kopališči je tudi zdraviliški turizem. Kolesarski in pohodniški turizem imata ob rekah Aare, Emme, Reuss in Ren vse pomembnejšo vlogo.